# Сеймур, Эдуард, виконт Бошан
Эдуард Сеймур (англ. Edward Seymour; 21 сентября 1561, Тауэр, Лондон, Королевство Англия — 21 июля 1612, Уик, Уилтшир, Королевство Англия) — английский аристократ, сын 1-го графа Хартфорда, и Катерины Грей, носивший титул учтивости виконт Бошан. Как прямой потомок Генриха VII, теоретически считался претендентом на корону Англии, но всю жизнь считался рождённым вне брака. Умер при жизни отца, из-за чего не получил графский титул. Его потомки носили титул герцогов Сомерсет.

## Биография
Эдуард был старшим сыном Эдуарда Сеймура, 1-го графа Хартфорда, и Катерины Грей. По отцу он приходился внуком 1-му герцогу Сомерсету, обезглавленному за измену в 1552 году, и внучатым племянником королеве Джейн Сеймур, матери Эдуарда VI. По женской линии Эдуард-младший был правнуком Марии Тюдор (дочери короля Генриха VII) и племянником «королевы девяти дней» Джейн Грей. Его мать считалась наследницей престола при бездетной Елизавете I; она вышла замуж тайно, без разрешения королевы, а потому оказалась вместе с мужем в заключении в Тауэре. Там и родился Эдуард в 1561 году. В 1563 году Сеймурам дали свободу, и отца со старшим сыном сослали в Ханворт в Миддлсексе, к герцогине Анне (вдове 1-го герцога), а мать с родившимся к тому времени вторым сыном Томасом — в одно из эссекских поместий. В 1568 году Катерина умерла.
Елизавета I так и не вышла замуж. Согласно завещанию Генриха VIII, после неё корона должна была перейти к потомкам Марии Тюдор, и Эдуард был старшим из представителей этой ветви династии. Однако супруги Сеймур в своё время не смогли доказать, что их в самом деле обвенчали, так что Эдуард и Томас считались рождёнными вне брака и соответственно не имеющими прав на престол. Официально Эдуард именовался не «лорд Бошан», а всего лишь «мастер Сеймур». Тем не менее в течение всего царствования Елизаветы о нём не забывали: так, в 1574 году ходили слухи о планах женить Сеймура на дочери Елизаветы от связи с Робертом Дадли, графом Лестером, и убить Марию Стюарт вместе с сыном как его конкурентов. Граф Хартфорд не терял надежды на то, что его брак с Катериной Грей будет признан законным, а потому резко отреагировал на решение сына жениться по любви на незнатной девушке Оноре Роджерс (1581). Он заставил Эдуарда поклясться, что тот не женится без его разрешения. Эдуард не сдержал слова и тайно обвенчался с Онорой; тогда граф разлучил молодожёнов и отправил их под домашний арест. Елизавета, получавшая жалобы с обеих сторон, встала на сторону Сеймура-младшего и одобрила его женитьбу, а графу, чтобы его успокоить, разрешила жениться на давней любовнице. К 1587 году Сеймуры окончательно помирились.
Хартфорд в 1595 году подал петицию о признании брака состоявшимся (по-видимому, только чтобы обеспечить наследование графского титула), но его за это отправили в Тауэр. Ситуация с престолонаследием оставалась неопределённой, Сеймур-младший по-прежнему считался одним из потенциальных преемников Елизаветы. В 1594 году в Антверпене вышла целая книга, автор которой утверждал, что права Сеймура на корону выглядят наиболее весомо и что его стоит женить на ещё одной гипотетической претендентке — Арабелле Стюарт. В 1600 году ходили слухи о том, что Сеймур собирает армию в западных графствах, чтобы поднять мятеж, если престол займёт Яков Шотландский, правнук Маргариты (сестры Марии).
Елизавета умерла в 1603 году. Согласно воспоминаниям одной из фрейлин, советники спросили королеву, не хочет ли она оставить корону Сеймуру, но услышали в ответ: «Я не потерплю на своём троне сына негодяя». В итоге королём Англии стал Яков Шотландский. К Сеймурам он относился настороженно, и в 1608 году, когда граф Хартфорд в очередной раз подал прошение о признании его брака законным, в этом снова было отказано. Эдуард остался формально внебрачным сыном, но Яков разрешил ему унаследовать отцовские владения и титул. С этого момента Эдуард носил титул учтивости виконт Бошан.
Эдуард умер в 1612 году, при жизни отца, так что следующим графом Хартфордом стал его сын.

## Семья
Сеймур был женат на Оноре Роджерс, дочери сэра Ричарда Роджерса и Сесилии Латрелл. В этом браке родились трое сыновей и три дочери:
- Эдуард, лорд Бошан (1586—1618)[11];
- Уильям, 2-й герцог Сомерсет (1588—1660)[12][13];
- Фрэнсис, 1-й барон Сеймур из Троубриджа (приблизительно 1590—1664)[14][15];
- Онора, жена сэра Фердинандо Саттона[16];
- Анна;
- Мария.